# Кулла Гуннарсторп
Кулла Гуннарсторп (швед. Kulla Gunnarstorps slott) — замок в муниципалитете Хельсингборг, в лене Сконе на юге Швеции. Комплекс расположен на побережье пролива Эресунн примерно в 10 километрах к северу от города Хельсингборг.

## История
Комплекс построек Кулла Гуннарсторп фактически включает два: старый (Kulla Gunnarstorps gamla borg) и новый. Старинный замок построен в XVI веке по приказу Йоргена Оттесена Браге (1554—1601). А в XIX веке министр иностранных дел Швеции Бальтцар фон Платен (1804—1875) распорядился построить новую резиденцию.

### Ранний период
Впервые имение Кулла Гуннарсторп (под названием Гундеструп) упоминается в документах 1399 года. Тогда рыцарь Иоганнес Олофсон Лунге в письме епископу Петеру Роскилльскому называет имение как свои владения. К концу XV века поместье Гуннарсторп перешло во владение семьи Парсберг. Сохранились имена дворянина Вернера Вернерсон Парсберга и его сына Тонне Парсберг. Около 1500 года в Гуннарсторпе имелся укреплённый усадебный дом.
Наследниками поместья были братья Вернер Тённесен Парсберг и Нильс Парсбер. Вероятно, Нильс выкупил долю своего брата, потому что собственность единолично унаследовала его дочь Ингеборга Нильсдоттер Парсберг. Она вышла замуж за дворянина Йоргена Оттесена Браге, принадлежавшего к влиятельному дворянскому роду Браге, который, согласно законам того времени, и стал владельцем земли. Он решил построить здесь замок. Это сооружение — Старый замок, — до сих пор существует на территории поместья. По своему типу резиденция относится к категории Замок на воде. Ингеборга и Йорген Браге умерли от чумы в 1601 году и были похоронены в церкви Аллерум.

### XVII—XVIII века

Замок на гравюре 1680 года

Самым старым известным изображением замка является медная гравюра, изготовленная Герхардом фон Бурманом примерно в 1680 году. На гравюре замок изображен в панорамной перспективе с видом с севера. Комплекс состоит из трёх зданий, окружающих двор. С южной стороны это пространство было защищено стеной. Весь комплекс расположен на прямоугольном островке, окружённом системой рвов и каналов. В замок вёл деревянный мост, построенный над северным рвом.
Земли и замок после Йоргена Браге унаследовал 10-летний Тонне Браге. Собственностью, вероятно, управлял его дядя Аксель Браге. Тонне Браге умер в возрасте 20 лет в родовой резиденции. Причиной смерти стали тяжёлые травмы, полученные им во время сражений Кальмарской войны. Хозяином поместья стал Аксель Браге. Он умер в 1616 году и завещал замок сыну Тиге Браге. Незадолго до 1630 года Тиге Браге продал поместье графу Акселю Эриксену Розенкрантцу, выходцу из дворянского рода Розенкрантц и владельцу замка Глиммингехус.
Вскоре всеми делами в поместье стала управлять Маргарита Розенкрантц. Короткое время она была помолвлена с Корфрицем Розенкрантцем, сыном Акселя Розенкранца. Судя по всему, она купила Кулла Гуннарсторп в 1638 году, но не очень ясно каким образом. И Аксель, и Корфриц Розенкрантц к тому времени давно умерли.
Маргарита Розенкранц была энергичной и предприимчивой женщиной. Под её управлением Кулла Гуннарсторп стал процветающим хозяйством. После смерти Маргариты в 1677 году имение перешло к её трём сестрам. Они разделили собственность но оказались несостоятельными хозяйками. Вскоре фермы оказались фактически заброшены, а леса вырублены.
Около 1720 года поместье было вновь объединено. Его владельцем стал Йохана Спарфвенфельт. В 1730 году он продал Кулла Гуннарсторп Кристиану Дидрику фон Коновену, который умер всего лишь год спустя. Собственность унаследовал его сын Дитрих. В середине лета 1749 года Дитриха посетил знаменитый учёный Карл Линней, совершавший путешествие по Сконе. Дидрих фон Конвен владел замком долгих 44 года.
В 1775 году поместье снова сменило владельца. На этот раз им стал граф Густав Адольф Спарре, купивший Кулла Гуннарсторп у состарившегося Дитриха фон Конвена. Аристократ Спарре увлекался живописью. Во время своих продолжительных путешествий он получил блестящее образование и стал взыскательным коллекционером произведений искусства. Огромное состояние позволило ему приобретать лучшие картины. Его галерея в Кулла Гуннарсторп в ту эпоху считалась самой представительной в Швеции.
Уже через два года после покупки замка он женился на Амели Рамель. Она и стала собственницей замка после смерти мужа. У пары был только один ребёнок — дочь Элизабет Амалия. Она вышла замуж за графа Якоба Густава де ла Гарди. Однако Элизабет рано умерла. Новым собственником земли должен был стать её сын Густав Адольф Фредрик Де ла Гарди. Но и он умер бездетным три года спустя. В результате хозяином замка оказался его отец — немолодой Якоб, который также был коллекционером произведений искусства.

### XIX век. Новый замок
Якоб де ла Гарди продал в 1837 году поместье и замок с его коллекцией графу Карлу Де Геру (1781—1861), который был женат на Ульрике Софии Спренгпортен. В 1861 году всю собственность унаследовал муж их дочери Софии Элеоноры Шарлотты граф Бальтцар фон Платен (1804—1875). Именно он, достигнув высших государственных постов, и стал инициатором строительства Нового замка. Так как Бальтцар фон Платен был, в числе прочего, военно-морским адмиралом, то расположение имения у самого моря он счёл идеальным для возведения новой просторной резиденции. Он мечтал любоваться водными просторами с башен своего замка.
Проект подготовил датский архитектор Кристиан Цвингман (1827—1891). Здание возводили из кирпича. По документам на строительство ушло ровно 986 950 кирпичей. Из них 422 500 доставили с кирпичного завода Глумслёв, а 559 825 — с собственного завода в Кулла Гуннарсторп. Отдельно были изготовлены 4625 угловых кирпичей.
На стройке трудились местные крестьяне и ремесленники. Сохранились имена двух мастером-каменщиков: Лундгрен и Брогрен. В период строительства архитектор Цвингманн прожил в поместье 646 дней. За свой труд он получил вознаграждение 31 447 риксдалеров — ошеломляющую сумму для архитекторов того времени.
Бальцар фон Платен умер в 1875 году, так и не успев насладиться новым замком. Его супруга продолжала управлять имением до своей смерти в 1888 году. Замковый комплекс и окружающие его земли унаследовала Элизабет фон Платен, дочь Бальцара и Софии Шарлотты. Она вышла замуж за Акселя Вахтмайстера, владевшего замком Ванос. При этом сама Элизабетт предпочитала проживать в замке Ванос в коммуне Эстра-Гэинге.
В семье родилось четыре сына: Карл, Фредрик, Аксель и Хеннинг. Карл стал собственником замка Ванос, а Фредрик унаследовал Кулла Гуннарсторп. Фредрик провёл капитальный ремонт замка.

### XX век

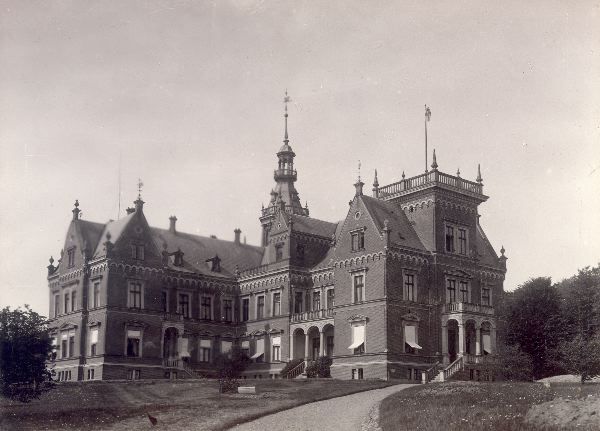
Замок на фотографии 1904 года

Фредрик Вахтмайстер умер бездетным. Поэтому замок перешёл его брату Акселю в 1918 году (после смерти их матери). У Акселя Вахтмайстера и его жены Харриет не было детей. В результате после кончины Акселя в 1929 году хозяином замка стал его племянник граф Отто Вахтмайстер. Отто женился на Брите Норденшерна в 1922 году. В браке родились четыре дочери — Эбба, Шарлотта, Элизабет и Барбара. Отто умер в 1938 году. Его супруге Брите было 38 лет, а младшей дочери  всего один год. Согласно договорённости одну половину имения унаследовали четыре сестры, а их мать Брита получила возможность распоряжаться второй половиной.
В 1948 году старшая из сестёр, Эбба, переехала в Швейцарию и оказалась от прав на родовую собственность. Младшая из сестёр, Барбара, умерла в 1958 году. В результате владелицами осталась Шарлотта и Элизабет. Имение Кулла Гуннарсторп оставалось в собственности семьи Вахтмайстер до 1978 года.
Шарлотта была замужем за бароном Нильсом Тролле (из дворянского рода Тролле), наследником замка Тролленнс. Ещё в 1970 году было объявлено, что Кулла Гуннарсторп завещан 18-летнему Густаву Тролле, сыну Шарлотты. Восемь лет спустя ему пришлось взять на себя все хлопоты по управлению поместьем. Густав Тролле отец троих детей: Амели, Акселя и Беаты. Кроме того, он дед пятерых внуков.
Владельцы Кулла Гуннарсторп традиционно покровительствуют приходской церкви Аллерум (так как поместье расположено в приходе Аллерум). Периодически собственника замка оказывали поддержку и находящейся неподалеку церкви Викенс.

## Современное использование
Замок продолжает оставаться частной собственностью и его посещение возможно лишь по договорённости с собственниками. В имении возможно проведение свадеб, юбилеев и корпоративных мероприятий. Периодически в Кулла Гуннарсторп проходят выставки, на которые приглашаются все желающие.

## Галерея

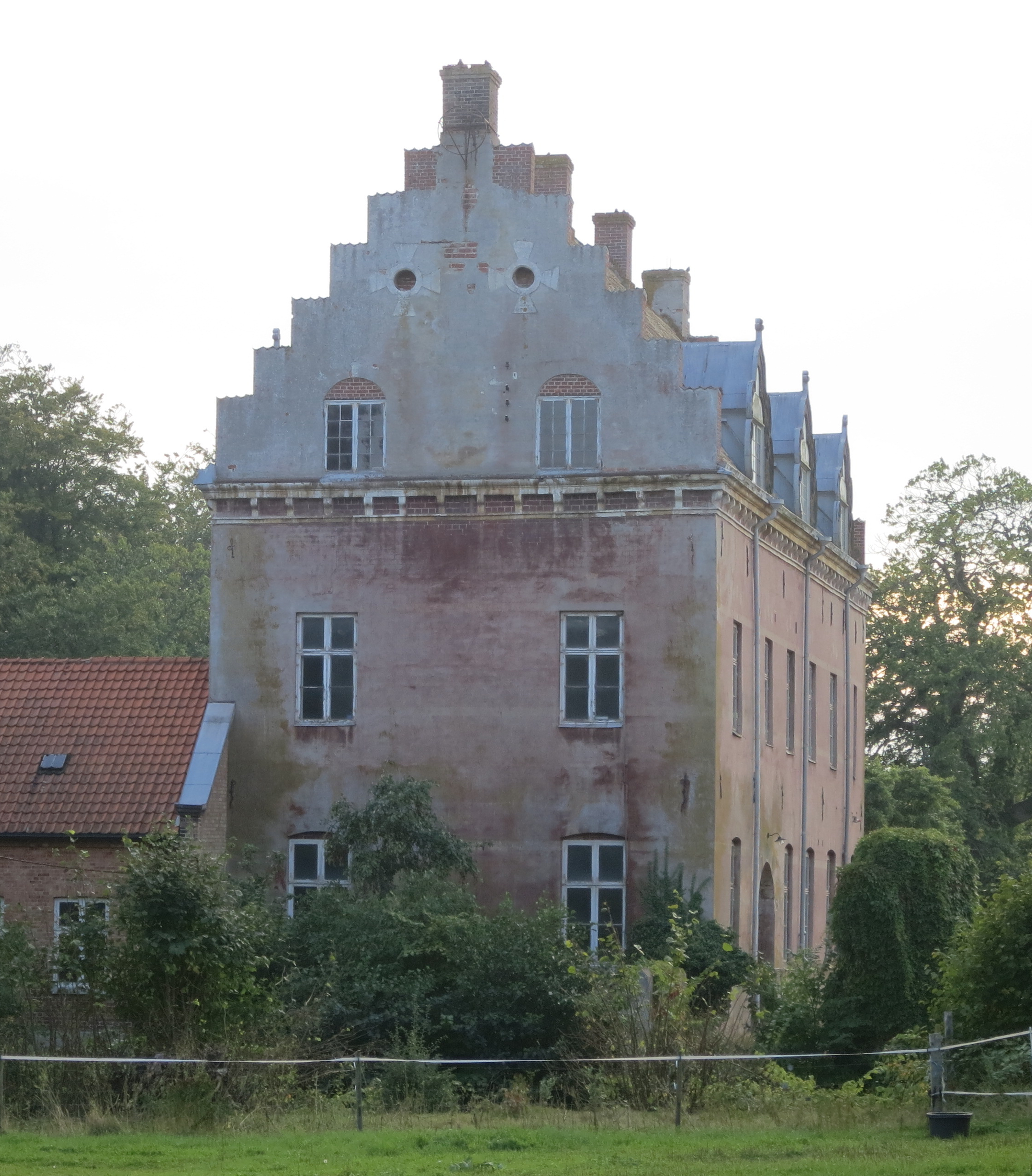
Вид старого замка
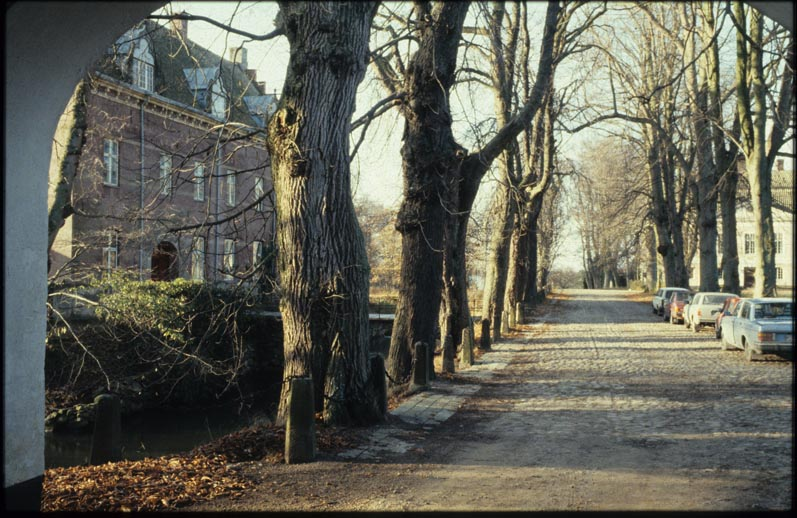
Замок со стороны аллеи
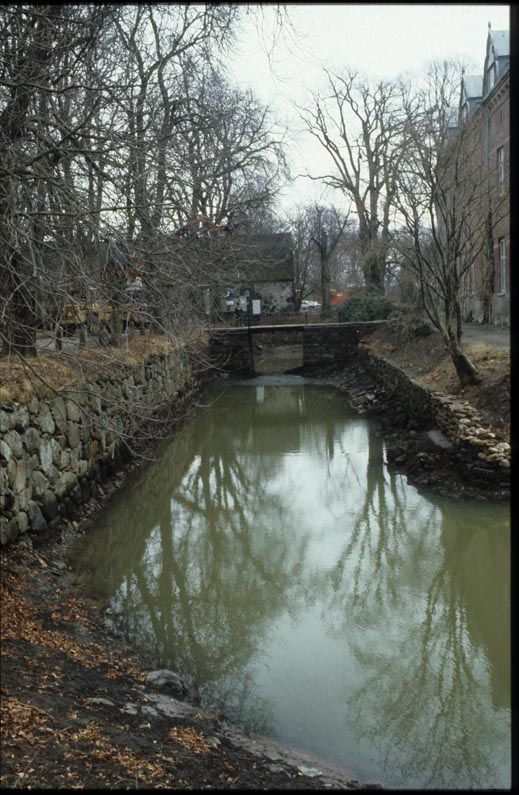
Ров с водой, окружающий старый замок
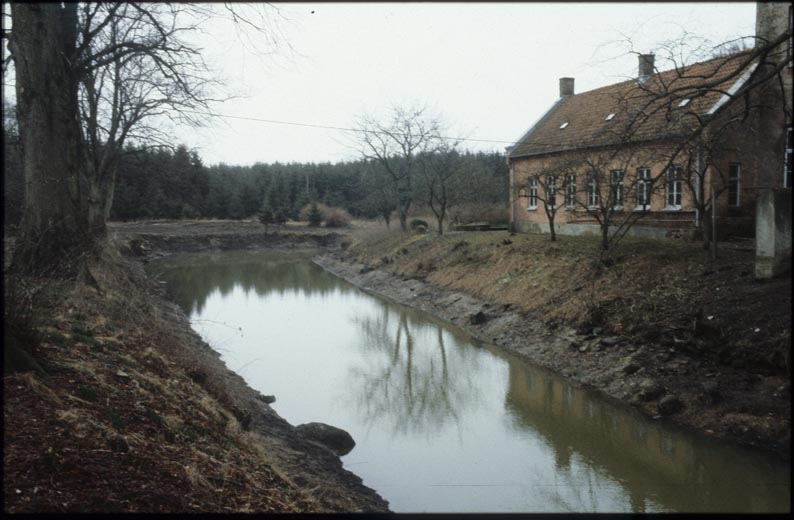
В замковом парке